# Virujen u te (najbolje uživo!)
Virujen u te [najbolje uživo!] è il secondo album live della cantante croata Severina Vučković.
L'album è stato inciso durante il tour Virujen u te il 13 dicembre 2001 al Palasport di Zagabria.
L'album contiene anche due bonus tracks: Vrati se pod hitno (canzone presentata al Hrvatski radijski festival 2002) e 'Ko je kriv (duetto con Boris Novković).
La canzone Ante contiene un campionamento della canzone Na zadnjem sjedištu moga auta del gruppo Bijelo Dugme.
È stato prodotto anche un DVD, venduto separatamente dal CD. Il DVD contiene alcuni bonus: i video musicali Ja samo pjevam, Ante, Mala je dala, Virujen u te, 'Ko je kriv, un ricco fotoalbum e una biografia della cantante.
Il CD e il DVD sono stati pubblicati sotto l'etichetta della Dallas records.

## Tracce

### CD
1. Intro
2. Tvoja prva djevojka
3. Dodirni mi koljena
4. Tako je to
5. Mili moj
6. Daj mi daj
7. Daj da biram
8. Dalmatinka
9. Pogled ispod obrva
10. Prijateljice
11. Od rođendana do rođendana
12. Moja stvar
13. Trava zelena
14. Ante
15. Mala je dala
16. Ja samo pjevam
17. Virujen u te
18. Vrati se pod hitno (bonus track)
19. 'Ko je kriv (bonus track)

### DVD
1. Žene 20. stoljeća (intro)
2. Tvoja prva djevojka
3. Dodirni mi koljena
4. Tako je to
5. Mili moj
6. Voli me, ne voli
7. Zona sumraka (video interlude)
8. Daj mi daj
9. Daj da biram
10. Paloma nera
11. Da si moj
12. Trade mark (video interlude)
13. Dalmatinka
14. Pogled ispod obrva
15. Prijateljice
16. Od rođendana do rođendana
17. Striptiz (video interlude)
18. Moja stvar
19. Trava zelena
20. Djevojka sa sela
21. Ante
22. Mala je dala
23. Krivi spoj
24. Ja samo pjevam
25. Virujen u te
26. Ciao, ciao bambina (outro)